# 서명균
서명균(徐命均, 1680년 ~ 1745년)은 조선의 문신이다. 자는 평보(平甫), 호는 소고(嘯皐)·재간(在澗)·보졸재(保拙齋)·송현(松峴), 시호는 문익(文翼), 본관은 대구이다. 영조 때 좌의정을 지냈다. 아들인 서지수도 영의정을 지냈다.

## 생애
숙종 때 문과 급제 이후 검열, 겸설서, 설서, 사서, 지평, 부수찬, 교리를 지냈고 수원부사로 외직에 나갔다가 헌납, 교리, 겸사서를 거쳐 이조참의, 충청도관찰사, 병조참지를 할 때 노론으로써 활약하다가 소론에 의해 파직되고, 영조 때 재등용되어 경기도관찰사, 동지중추부사, 호조참판, 부제학, 이조참판을 하고 예문관제학, 형조판서, 지경연사, 동지경연사, 도감제조에 이어 형조판서, 공조판서, 호조판서, 홍문관제학, 판의금부사에 이어 홍문관제학, 예조판서, 형조판서, 동지성균관사에 이어 우참찬이 되고, 개성유수와 판돈녕부사에 이어 우의정을 거쳐 좌의정이 되고, 약방과 사복시의 도제조를 겸임하고 판중추부사, 영중추부사로 치사한다.